# Pin strob

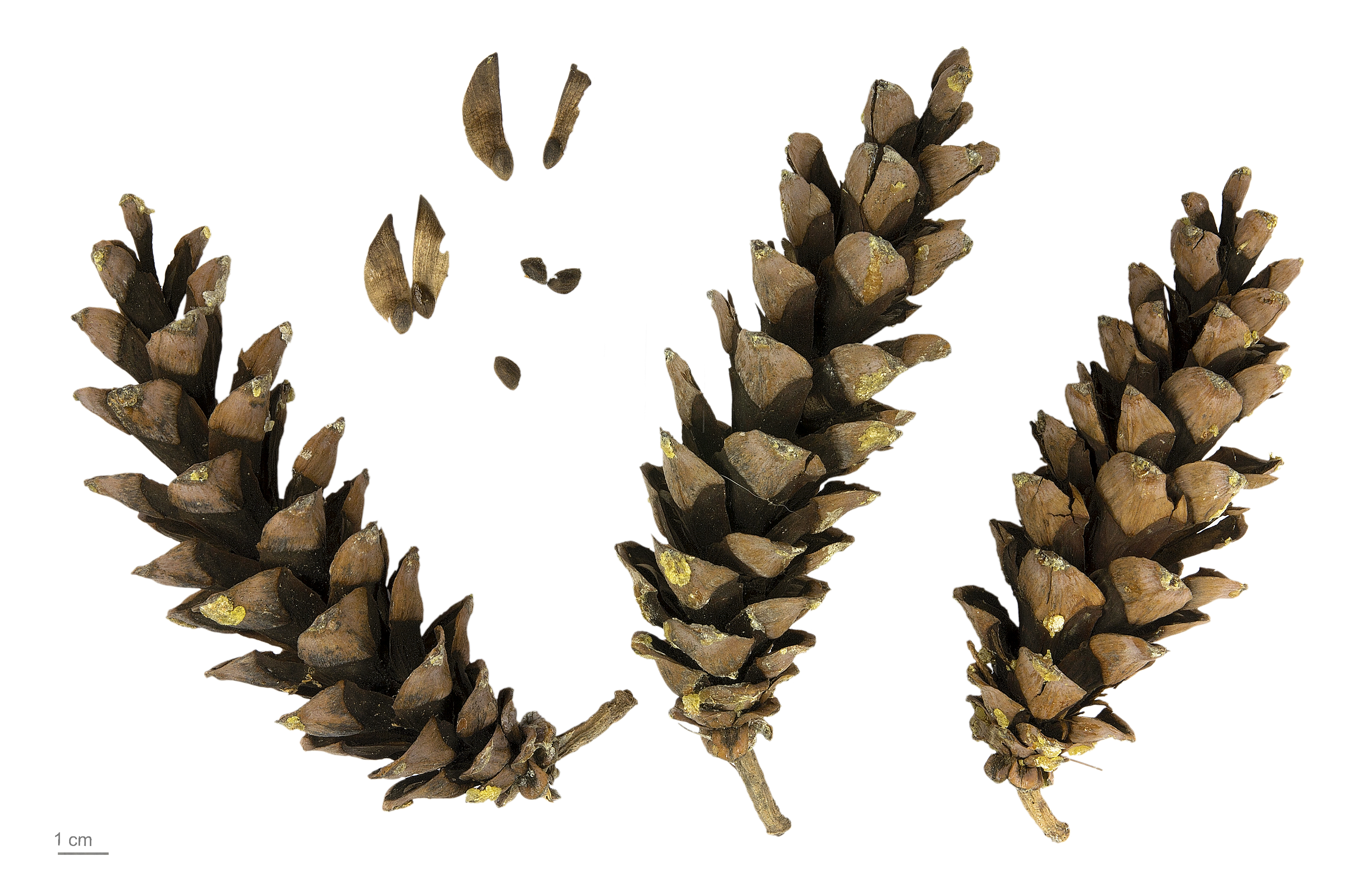
Pinus strobus - MHNT

Pinul strob (Pinus strobus L.) denumit și pin neted, pin alb sau pin de Weymouth este unul din cele mai înalte conifere din estul Americi de Nord, fiind întâlnit și în Europa.

## Descriere
Acest arbore poate atinge 70 m înălțime. Diametrul său poate avea între 150 - 200 cm. Are frunze aciculare, de 15 cm, grupate cate 5 in teaca. Culoarea lemnului este gri-închisă, maro.

## Răspândire
Pinul strob este adesea întâlnit în nordul SUA și provincia Quebec, Canada. 